# I Am Not Madame Bovary
Pour plus de détails, voir Fiche technique et Distribution.
I Am Not Madame Bovary (我不是潘金莲  en chinois, en pinyin : wǒ búshì Pān Jīnlián en, littéralement Je ne suis pas Pan Jinlian) est une comédie dramatique chinoise réalisée par Feng Xiaogang, sortie en 2016.
Le titre chinois Je ne suis pas Pan Jinlian fait référence à Pan Jinlian qui est l'un des trois personnages féminins principaux du roman Jin Ping Mei écrit sous la dynastie Ming.

## Synopsis
En Chine, à cause de la bureaucratie, il est difficile de trouver un autre logement, Li Xuelian et son époux Qin Yuhe simulent un divorce pour obtenir un second appartement. Pourtant, son mari la quitte et se marie avec une autre femme. Li veut la justice et décide de rechercher des hommes susceptibles de tuer son ex-mari...

## Fiche technique
- Titre original : 我不是潘金莲 - Wǒ Búshì Pān Jīnlián
- Réalisation : Feng Xiaogang
- Scénario : Liu Zhenyun
- Décors : Han Zhong
- Costumes : Han Zhong
- Photographie : Luo Pan
- Montage : William Chang Suk Ping
- Musique : Du Wei
- Producteur : Zhang Dajun
  - Producteur exécutif : Du Yang, Feng Xiaogang, Lei Zhao, Qi Jianhong, Song Ge, Wang Zhongjun, Wang Zhonglei, Jerry Ye et Zhou Maofei
  - Producteur associé : Randy Liu, Sunny Sun et Bernard Yang
  - Coproducteur : Joe Tam, Hu Xiaofeng et Wang Yang
- Production : Sparkle Roll Culture Media, Huayi Brothers, Beijing Skywheel Entertainment et Zhejiang Dongyang Mayla Media
- Distribution : Happiness Distribution, Huayi Brothers et Soda Pictures
- Pays d’origine :  Chine
- Format : couleur
- Genre : comédie dramatique
- Durée : 138 minutes
- Dates de sortie :
  -  Canada : 8 septembre 2016
  -  Suisse : 17 septembre 2016
  -  Chine et  États-Unis : 18 novembre 2016
  -  France : 5 juillet 2017

## Distribution
- Fan Bingbing : Li Xuelian
- Guo Tao : Zhao Datou
- Dong Chengpeng : Wang Gongdao
- Jiayi Zhang : Ma, le maire
- Yu Hewei : Zheng Zhong
- Yi Zhang : Congming
- Yin Yuanzhang : Gu Daxing
- Feng Enhe
- Liu Xin : Xun
- Zhao Yi : le chef de la police
- Zhao Lixin : Shi Weimin
- Jiang Yongbo : Cai, le maire
- Liu Hua : Lao Hu
- Li Zonghan : Qin Yuhe
- Huang Jianxin : le gouverneur Chu
- Li Chen : officier de police
- Fan Wei : Guo Nong
- Feng Xiaogang : le narrateur

## Accueil

### Accueil critique
L'accueil critique est légèrement positif : le site Allociné recense une moyenne des critiques presse de 3,2/5, et des critiques spectateurs à 3,2/5. 

### Box-office
- France : 12 822 entrées[2]

## Prix
- Festival international du film de Saint-Sébastien 2016 [3]: 
  - Coquille d'or du meilleur film.
  - Coquille d'argent de la meilleure actrice pour Fan Bingbing.
- Asian Film Awards 2017[4]:
  - Meilleur film asiatique.
  - Meilleure photographie (Luo Pan).
  - Meilleure actrice pour Fan Bingbing.